# Командування Десантно-штурмових військ України

Штандарт командувача

У статті наведено командування Десантно-штурмових військ Збройних сил України.

### Командувачі
- 1992—1993: в.о. полковник Савечко Віктор Олексійович
- 1993—1998: генерал-майор Раєвський Віталій Анатолійович
- 1998—2005: полковник Якубець Іван Миколайович
- 2006—2012: полковник Лісовий Сергій Гурійович
- 2012—2014: полковник Швець Олександр Миколайович
- на 06.2014: в.о. полковник Галушкін Юрій Алімович
- на 01.2015: в.о. полковник Іванов Володимир Станіславович[1][2]
- 03.2015—08.2019: генерал-лейтенант Забродський Михайло Віталійович[3][4]
- 08.2019—07.2021: генерал-лейтенант Мойсюк Євген Георгійович[5]
- 08.2021—02.2024: бригадний генерал Миргородський Максим Вікторович[6]
- з 02.2024: бригадний генерал Скибюк Ігор Анатолійович[7]

### Начальники штабу
- 2015—2016: генерал-майор Луньов Ігор Васильович
- з 2016: генерал-майор Ковальчук Андрій Трохимович[8]

### Перші заступники
- 2016—2018: генерал-майор Содоль Юрій Іванович[9]
- 2018—2019: генерал-майор Мойсюк Євген Георгійович
- з 08.2019: полковник Шандар Олексій Михайлович[10]

### Начальники управління бойової підготовки
- 2016: полковник Іванов Володимир Станіславович[11]

### Начальники повітрянодесантної служби
- 2016: полковник Галушкін Юрій Алімович[12]

### Начальники управління ракетних військ та артилерії
- полковник Артамощенко Сергій Станіславович

### Заступники з матеріально-технічного забезпечення
- 2016: полковник Щербань Павло Ростиславович[13]

### Начальники відділу по роботі з особовим складом
- 2016: полковник Павлушенко Станіслав Миколайович[14]